# تمایز جنس و جنسیت
تمایز بین جنس و جنسیت (به انگلیسی: sex–gender distinction) بیولوژیکی فرد (آناتومی سیستم تناسلی فرد و خصوصیات جنسی ثانویه) به معنای این است که گاهی فرد در جامعه برخلاف جنسیت بیولوژیکی‌اش رفتار می‌کند و این موضوع مربوط به جنسینگی یا رفتار جنسی او می‌شود. به این رفتارهای متفاوت جنسیت‌ها نقش جنسیت گفته می‌شود که ممکن است همواره با جنسیت بیولوژیکی فرد یکسان نباشد. جنسیت فرد از دوران جنینی مشخص می‌شود اما جنسینگی او بر اساس آگاهی درونی وی و شناخت او از هویت جنسی خود شکل می‌گیرد. در برخی شرایط ممکن است شرایط جسمانی فرد و ویژگی‌های اندام تناسلی او با هویت جنسی اش همخوانی نداشته باشد. به این ترتیب فرد دچار مشکل می‌شود.
در گفتار روزمره کلمه جنسیت به صورت مکرر مورد استفاده قرار می‌گیرد. در مورد جنسینگی و همچنین جنسیت در فرهنگ لغت‌ها و برخی دروس دانشگاهی تعاریف مختلفی ارائه شده‌است. در برخی زبان‌ها مانند زبان آلمانی یا زبان فنلاندی هیچ تفاوتی بین این دو کلمه وجود ندارد و باید با توضیح بیشتر منظور را رساند. در بین دانشمندان کلمه تفاوت‌های جنسیتی در مقایسه با تفاوت جنسینگی بیشتر استفاده می‌شود. دانشمندان این کلمه را در مورد تفاوت‌های افراد در انتخاب‌های جنسی شان به کار می‌برند.